# The City of Your Final Destination
The City of Your Final Destination is een Amerikaanse dramafilm uit 2009 onder regie van James Ivory.

## Verhaal
De student Omar Razaghi heeft een beurs gewonnen om een biografie te schrijven over een Latijns-Amerikaanse auteur. Hij moet eerst op bezoek gaan bij diens weduwe, broer en minnares om toelating te krijgen.

## Rolverdeling
| Acteur                 | Personage          |
| ---------------------- | ------------------ |
| Nicholas Blandullo     | Jonge Adam         |
| Sofía Viruboff         | Moeder van Adam    |
| James Martin           | Postbode           |
| Omar Metwally          | Omar Razaghi       |
| Alexandra Maria Lara   | Deirdre Rothemund  |
| Susana Salerno         | Behulpzame vrouw   |
| César Bordón           | Behulpzame man     |
| Diego Velázquez        | Behulpzame man     |
| Rossana Gabbiano       | Behulpzame vrouw   |
| Julieta Vallina        | Vrouw op schoolbus |
| Ambar Mallman          | Portia Gund        |
| Charlotte Gainsbourg   | Arden Langdon      |
| Laura Linney           | Caroline           |
| Norma Aleandro         | Alma               |
| Hector Fonseca         | Oude gaucho        |
| Anthony Hopkins        | Adam               |
| Hiroyaki Sanada        | Pete               |
| Oscar Rolleri          | Jonge gaucho       |
| Arturo Goetz           | Gast               |
| Marcos Montes          | Gast               |
| Sophie Tirouflet       | Gast               |
| Luciano Suardi         | Dokter Pereira     |
| Carlos Torres          | Kapper             |
| Pietro Gian            | Taxichauffeur      |
| Julia Perez            | Verpleegster       |
| Yuri Vergeichikov      | Luis               |
| Agustín Pereyra Lucena | Gitarist           |
| Pablo Druker           | Dirigent           |
| Eliot Mathews          | Escorte            |
| Andrew Sanders         | Escorte            |